# Le Siècle de Rubens dans les collections publiques françaises
« Le Siècle de Rubens dans les collections publiques françaises » est une exposition temporaire présentée du 17 novembre 1977 au 13 mars 1978 dans les galeries nationales du Grand Palais à Paris. Réalisée à l'occasion du quadricentenaire de la naissance de Pierre Paul Rubens, elle a réuni 225 œuvres de l'école flamande visibles dans les musées et collections françaises.

## Présentation
Pour cette exposition commémorative du quadricentenaire de la naissance de Pierre Paul Rubens, le choix des commissaires a été de privilégier des œuvres présentes dans les collections françaises, en évitant celles visibles au musée du Louvre.
Les commissaires scientifiques sont Jacques Foucart et Jean Lacambre. Le conservateur en chef des galeries nationales du Grand Palais est Reynold Arnould.
La couverture du catalogue d'exposition représente le tableau La Mise au tombeau de Rubens.

## Liste des œuvres
| Illustration | No  | Titre | Artiste                                                               | Technique/matériaux                       | Dimensions              | Origine                                                       | Numéro d'inventaire          | Mode d'acquisition | Réf.       |
| ------------ | --- | --- | --------------------------------------------------------------------- | ----------------------------------------- | ----------------------- | ------------------------------------------------------------- | ---------------------------- | --- | ---------- |
|              | 1   | Nature morte aux poissons                                                                                  | Alexander Adriaenssen                                                 | bois                                      | H. 45 cm ; l. 64 cm     | Château-musée de Dieppe                                       | MD 4246                      | Acquis dans le commerce d'art parisien en 1969. | [ le 3 ]   |
|              | 2   | Vue des environs de Bruxelles                                                                              | Denys van Alsloot                                                     | bois                                      | H. 54 cm ; l. 79 cm     | Musée des beaux-arts de Nantes                                | INV 369                      | Achat de la commission de surveillance du musée en 1849. | [ le 4 ]   |
|              | 3   | Paysage aux chasseurs                                                                                      | Jacques d'Arthois                                                     | toile                                     | H. 137 cm ; l. 243 cm   | Musée des beaux-arts de Valenciennes                          | INV 46.1.73                  | Achat par le musée en 1828. | [ le 4 ]   |
|              | 4   | La mort de Saphire                                                                                         | Jacques de Backer                                                     | toile                                     | H. 212 cm ; l. 255 cm   | Cathédrale Saint-Jean de Besançon                             |                              | | [ le 5 ]   |
|              | 5   | Joseph et la femme de Putiphar                                                                             | Hendrick van Balen                                                    | cuivre                                    | H. 14 cm ; l. 18 cm     | Musée départemental des Vosges                                | INV 1829-15                  | Collection de Krautz, rachat par le duc de Choiseul en 1825, dépôt puis don au musée en 1829.                                                                        | [ le 6 ]   |
|              | 6   | Nature morte aux vases de fleurs                                                                           | Osias Beert                                                           | bois                                      | H. 52 cm ; l. 73 cm     | Musée des beaux-arts de Grenoble                              | INV 433                      | Don au musée en 1798. | [ le 7 ]   |
|              | 7   | Nature morte aux artichauts                                                                                | Osias Beert                                                           | bois                                      | H. 52 cm ; l. 73 cm     | Musée des beaux-arts de Grenoble                              | INV 434                      | Don au musée en 1798. | [ le 7 ]   |
|              | 8   | Allégorie des vanités du monde                                                                             | Pieter Boel                                                           | toile                                     | H. 207 cm ; l. 260 cm   | Musée des beaux-arts de Lille                                 | INV 78                       | A fait partie des collections de Wit, Troyon, Fould puis acquis par le musée en 1878.                                                                                | [ le 8 ]   |
|              | 9   | La Marchande de fruits                                                                                     | Pieter van Boucle                                                     | toile                                     | H. 198 cm ; l. 237 cm   | Musée des arts décoratifs de Paris                            | RF 3060                      | Légué au Louvre en 1928, déposé au musée des Arts décoratifs en 1930.                                                                                                | [ le 9 ]   |
|              | 10  | Le Naufrage de Jonas                                                                                       | Paul Bril                                                             | toile                                     | H. 125 cm ; l. 169 cm   | Musée des beaux-arts de Lille                                 | P 1904                       | Acquis dans le commerce d'art parisien. | [ le 10 ]  |
|              | 11  | Paysage avec saint Jérôme en prière                                                                        | Paul Bril                                                             | toile                                     | H. 87 cm ; l. 115 cm    | Musée Granet                                                  | INV 1112                     | Collection de Louis XIV. | [ le 11 ]  |
|              | 12  | Paysans écoutant un « violoneux »                                                                          | Adriaen Brouwer                                                       | bois                                      | H. 26 cm ; l. 34 cm     | Musée Granet                                                  | 524                          | Donation en 1860. | [ le 12 ]  |
|              | 13  | La Danse de noces                                                                                          | Jan I Brueghel, dit « de Velours »                                    | cuivre                                    | H. 40 cm ; l. 50 cm     | Musée des beaux-arts de Bordeaux                              | 7085                         | Collection du marquis de La Caze, vendu au musée en 1830. | [ le 13 ]  |
|              | 14  | Allégorie du Feu                                                                                           | Jan I Brueghel, dit « de Velours »                                    | bois                                      | H. 46 cm ; l. 83 cm     | Musée des beaux-arts de Lyon                                  | A75                          | Collection de Léopold-Guillaume puis de Léopold Ier, prise par les troupes françaises en 1809, envoyée au musée en 1811.                                             | [ le 14 ]  |
|              | 15  | Allégorie de l'Eau                                                                                         | Jan I Brueghel, dit « de Velours »                                    | bois                                      | H. 46 cm ; l. 83 cm     | Musée des beaux-arts de Lyon                                  | A76                          | Collection de Léopold-Guillaume puis de Léopold Ier, prise par les troupes françaises en 1809, envoyée au musée en 1811.                                             | [ le 15 ]  |
|              | 16  | Vue du château de Mariemont au début du XVIIe siècle                                                       | Jan I Brueghel, dit « de Velours »                                    | toile                                     | H. 184 cm ; l. 292 cm   | Musée des beaux-arts de Dijon                                 |                              | Collection de Louis XIV. | [ le 15 ]  |
|              | 17  | Le Christ jardinier                                                                                        | Jan I Brueghel, dit « de Velours »                                    | bois                                      | H. 54 cm ; l. 93 cm     | Musée des arts décoratifs de Paris                            | GR 837                       | Legs de Mlle Grandjean en 1910. | [ le 16 ]  |
|              | 18  | Trois études de brocards                                                                                   | Jan I Brueghel, dit « de Velours »                                    | bois                                      | H. 20 cm ; l. 23 cm     | Musée d'art et d'histoire de Narbonne                         |                              | Acheté par la ville lors de la succession Peyre en 1855. | [ le 17 ]  |
|              | 19  | Vierge à l'enfant dans une guirlande de fleurs                                                             | Jan I Brueghel, dit « de Velours »                                    | bois                                      | H. 114 cm ; l. 74 cm    | Château d'Aulteribe                                           |                              | Collection du marquis Henri de Pierre léguée à la Caisse nationale des Monuments historiques.                                                                        | [ le 17 ]  |
|              | 20  | Le Christ mis au tombeau                                                                                   | Hendrick de Clerck                                                    | bois                                      | H. 170 cm ; l. 80 cm    | Musée de Cambrai                                              | 24                           | | [ le 18 ]  |
|              | 21  | Le Martyre de saint Sébastien                                                                              | Wenceslas Coebergher                                                  | toile                                     | H. 290 cm ; l. 207 cm   | Musée des beaux-arts de Nancy                                 | 92                           | Pris dans la cathédrale d'Anvers par les troupes françaises en 1794. Envoyé au musée de Nancy en 1803.                                                               | [ le 19 ]  |
|              | 22  | Repas d'artistes                                                                                           | Gonzales Coques                                                       | cuivre                                    | H. 59 cm ; l. 75 cm     | Musée du Petit Palais                                         | DUT 943                      | Legs à la ville de Paris en 1902 | [ le 20 ]  |
|              | 23  | La Diseuse de bonne aventure                                                                               | Jan Cossiers                                                          | toile                                     | H. 112 cm ; l. 169 cm   | Musée des beaux-arts de Valenciennes                          | 46.1.45                      | Saisies révolutionnaires | [ le 21 ]  |
|              | 24  | Tête de jeune garçon                                                                                       | Jan Cossiers                                                          | toile                                     | H. 48 cm ; l. 39 cm     | Musée Granet                                                  |                              | Donation en 1860. | [ le 22 ]  |
|              | 25  | Un buveur                                                                                                  | Joos van Craesbeeck                                                   | bois                                      | H. 25 cm ; l. 19 cm     | Musée des beaux-arts de Nantes                                | INV 381                      | Don au musée en 1854 | [ le 22 ]  |
|              | 26  | Les Dangers d'une orgie ou Rixe au cabaret                                                                 | Joos van Craesbeeck                                                   | bois                                      | H. 72 cm ; l. 104 cm    | Musée des beaux-arts de Dijon                                 | J 44                         | Don au musée en 1925 | [ le 23 ]  |
|              | 27  | Le Martyre de sainte Catherine (1622)                                                                      | Gaspard de Crayer                                                     | toile                                     | H. 242 cm ; l. 188 cm   | Musée des beaux-arts de Grenoble                              | 67                           | Transfert à Paris en 1793, puis au musée de Grenoble en 1803 | [ le 24 ]  |
|              | 28  | Le Christ en croix adoré par saint François et sainte Marie-Madeleine                                      | Gaspard de Crayer                                                     | bois                                      | H. 63 cm ; l. 48 cm     | Musée Antoine-Lécuyer de Saint-Quentin                        | INV 708                      | Provenance inconnue | [ le 25 ]  |
|              | 29  | Hercule entre le Vice et la Vertu                                                                          | Gaspard de Crayer                                                     | toile                                     | H. 249 cm ; l. 245 cm   | Musée des beaux-arts de Marseille                             | INV BA 87                    | Confisqué par les troupes françaises en 1794, envoyé à Marseille en 1802                                                                                             | [ le 25 ]  |
|              | 30  | Saint Charles Borromée donnant la sainte communion aux pestiférés de Milan                                 | Gaspard de Crayer                                                     | bois                                      | H. 55 cm ; l. 42 cm     | Musée des beaux-arts de Nancy                                 | INV BA 87                    | Acheté dans le commerce d'art londonien en 1977 | [ le 26 ]  |
|              | 31  | La Consécration du bienheureux Waltmann par saint Norbert                                                  | Abraham van Diepenbeeck                                               | bois                                      | H. 53 cm ; l. 49 cm     | Musée des beaux-arts de Strasbourg                            | INV 447                      | Acheté dans le commerce d'art londonien en 1901 | [ le 27 ]  |
|              | 32  | Tête d'homme tourné vers la gauche                                                                         | Antoine van Dyck                                                      | toile sur bois                            | H. 46 cm ; l. 36 cm     | Musée de Picardie                                             | INV Lav. 1894,88             | Légué au musée en 1890. | [ le 27 ]  |
|              | 33  | Tête d'homme barbu                                                                                         | Antoine van Dyck                                                      | toile sur bois                            | H. 63 cm ; l. 48 cm     | Musée des beaux-arts de Besançon                              | 896-1-212                    | Légué au musée en 1894. | [ le 28 ]  |
|              | 34  | Saint Judas Thaddée                                                                                        | Antoine van Dyck                                                      | bois                                      | H. 63 cm ; l. 47 cm     | Musée de Metz                                                 | M I 917                      | Légué au Louvre en 1869, déposé au musée de Metz en 1926. | [ le 28 ]  |
|              | 35  | Portrait d'une femme de distinction                                                                        | Antoine van Dyck                                                      | toile                                     | H. 112 cm ; l. 79 cm    | Musée de Bergues                                              | 128                          | Provenance inconnue. | [ le 29 ]  |
|              | 36  | Portrait d'un vieillard                                                                                    | Antoine van Dyck                                                      | toile                                     | H. 116 cm ; l. 98 cm    | Musée Jacquemart-André                                        | I 832, D 431                 | Légué en 1912. | [ le 30 ]  |
|              | 37  | Portrait d'une dame génoise de la famille Durazzo ou Portrait de Luigia Cattaneo-Gentile                   | Antoine van Dyck                                                      | toile                                     | H. 147 cm ; l. 112 cm   | Musée des beaux-arts de Strasbourg                            | 200                          | Acquis en 1890 de la collection Durazzo. | [ le 31 ]  |
|              | 38  | Portrait du comte Enrico de Pena                                                                           | Antoine van Dyck                                                      | toile                                     | H. 101 cm ; l. 123 cm   | Musée Jacquemart-André                                        | I 837, D 425                 | Légué en 1912. | [ le 31 ]  |
|              | 39  | Le Temps coupant les ailes de l'amour                                                                      | Antoine van Dyck                                                      | toile                                     | H. 175 cm ; l. 101 cm   | Musée Jacquemart-André                                        | I 855, D 419                 | Légué en 1912. | [ le 32 ]  |
|              | 40  | Le Martyre de saint Jacques                                                                                | Antoine van Dyck                                                      | toile                                     | H. 188 cm ; l. 141 cm   | Musée des beaux-arts de Valenciennes                          | 46-1-14                      | Entrée au musée en 1837. | [ le 32 ]  |
|              | 41  | Amaryllis et Myrtille                                                                                      | Antoine van Dyck                                                      | bois                                      | H. 23 cm ; l. 35 cm     | École nationale supérieure des beaux-arts                     | 11704                        | Légué en 1908. | [ le 33 ]  |
|              | 42  | Le Christ en croix                                                                                         | Antoine van Dyck                                                      | toile                                     | H. 400 cm ; l. 251 cm   | Musée des beaux-arts de Lille                                 | P 89                         | Saisi à la Révolution au couvent de Récollets. | [ le 34 ]  |
|              | 43  | Portrait de Marie de Médicis                                                                               | Antoine van Dyck                                                      | toile                                     | H. 225 cm ; l. 140 cm   | Musée des beaux-arts de Bordeaux                              | 8513                         | Collection de Mazarin. Transféré au musée en 1803 | [ le 34 ]  |
|              | 44  | Les échevins de Bruxelles autour de la statue de la Justice                                                | Antoine van Dyck                                                      | bois                                      | H. 26 cm ; l. 58 cm     | École nationale supérieure des beaux-arts                     |                              | Don en 1908 | [ le 35 ]  |
|              | 45  | Autoportrait                                                                                               | Antoine van Dyck ?                                                    | toile                                     | H. 47 cm ; l. 36 cm     | Musée des beaux-arts de Strasbourg                            | 545                          | | [ le 36 ]  |
|              | 46  | Bouquet de roses avec papillons et insectes                                                                | Jacob van Es                                                          | bois                                      | H. 25 cm ; l. 19 cm     | Musée des beaux-arts de Strasbourg                            | MNR 397                      | Déposé au Louvre en 1950, puis au musée des beaux-arts de Strasbourg en 1952                                                                                         | [ le 37 ]  |
|              | 47  | La Circoncision                                                                                            | Louis Finson                                                          | toile                                     | H. 399 cm ; l. 282 cm   | Église Saint-Nicolas-des-Champs                               |                              | Dans l'église dès l'origine. | [ le 38 ]  |
|              | 48  | Paysage montagneux                                                                                         | Jacques Fouquières                                                    | toile                                     | H. 118 cm ; l. 199 cm   | Musée des beaux-arts de Nantes                                | 404                          | Collection du château de Versailles. Transféré au musée en 1804 | [ le 39 ]  |
|              | 49  | L'Adoration des mages                                                                                      | Frans II Francken                                                     | bois                                      | H. 54 cm ; l. 77 cm     | Musée de Soissons                                             | 2701                         | Provenance inconnue. | [ le 40 ]  |
|              | 50  | Allégorie de la fortune                                                                                    | Frans II Francken                                                     | bois                                      | H. 67 cm ; l. 105 cm    | Musée national du château de Compiègne                        | MI 195                       | Collection de Louis XIV. Déposé au musée au XIXe siècle | [ le 40 ]  |
|              | 51  | Scènes de la Passion                                                                                       | Frans II Francken                                                     | bois                                      | H. 56 cm ; l. 86 cm     | Musée des beaux-arts de Tourcoing                             | D 335                        | Récupéré par l'Office français des Biens privés en 1944. Déposé au musée en 1962                                                                                     | [ le 41 ]  |
|              | 52  | Le Repas chez Simon                                                                                        | Frans II Francken                                                     | bois                                      | H. 55 cm ; l. 83 cm     | Musée des beaux-arts de Rennes                                | 794-1-6                      | Collection Christophe-Paul de Robien. Installée au musée en 1794 | [ le 42 ]  |
|              | 53  | Noé et sa famille se rendant vers l'arche                                                                  | Atelier de Francken ?                                                 | cuivre                                    | H. 64 cm ; l. 86 cm     | Musée de Tessé                                                | 10-52                        | Acquis en 1846. | [ le 43 ]  |
|              | 54  | Scène de danse                                                                                             | Jeronimus II Francken                                                 | bois                                      | H. 54 cm ; l. 80 cm     | Musée de Cambrai                                              | 383                          | Légué en 1939. | [ le 44 ]  |
|              | 55  | Lapin mort                                                                                                 | Jan Fyt                                                               | bois                                      | H. 87 cm ; l. 60 cm     | Musée départemental de l'Oise                                 | MNR 504                      | Récupéré par l'Office français des Biens privés. Déposé au musée en 1954.                                                                                            | [ le 45 ]  |
|              | 56  | Vase de fleurs                                                                                             | Hieronymus Galle                                                      | bois                                      | H. 57 cm ; l. 42 cm     | Musée des beaux-arts de Tourcoing                             | 91                           | Don en 1898. | [ le 45 ]  |
|              | 57  | La Visitation                                                                                              | Willem van Herp                                                       | cuivre                                    | H. 81 cm ; l. 116 cm    | Musée des beaux-arts de Poitiers                              |                              | Acheté en 1976. | [ le 46 ]  |
|              | 58  | Atalante et Méléagre                                                                                       | Willem van Herp                                                       | cuivre                                    | H. 61 cm ; l. 82 cm     | Musée Hyacinthe-Rigaud                                        | 840-2-4                      | Acheté en 1840 par la ville de Perpignan. | [ le 47 ]  |
|              | 59  | Nature morte à la corbeille de prunes                                                                      | Jacob van Hulsdonck                                                   | bois                                      | H. 41 cm ; l. 62 cm     | Musée des beaux-arts d'Orléans                                | 1308                         | Acquis en 1842. | [ le 48 ]  |
|              | 60  | Paysage | Cornelis Huysmans                                                     | toile                                     | H. 130 cm ; l. 116 cm   | Musée des beaux-arts de Valenciennes                          | 46-1-206                     | Légué en 1879. | [ le 48 ]  |
|              | 61  | La Résurrection de Lazare                                                                                  | Abraham Janssens                                                      | toile                                     | H. 260 cm ; l. 180 cm   | Collégiale Saint-Pierre de Douai                              |                              | Provenance inconnue. | [ le 49 ]  |
|              | 62  | Le Calvaire                                                                                                | Abraham Janssens                                                      | toile                                     | H. 365 cm ; l. 262 cm   | Musée des beaux-arts de Valenciennes                          | 46-1-13                      | Saisi à l'église des Dominicains de Valenciennes à la Révolution, placé au musée en 1909.                                                                            | [ le 50 ]  |
|              | 63  | Galerie de tableaux visitée par des amateurs                                                               | Hieronymus Janssens                                                   | toile                                     | H. 120 cm ; l. 172 cm   | Musée Girodet                                                 | 874-62                       | Acquis en 1861. | [ le 50 ]  |
|              | 64  | Adoration des Bergers                                                                                      | Jacques Jordaens                                                      | toile                                     | H. 255 cm ; l. 175 cm   | Musée des beaux-arts de Grenoble                              |                              | Pris en Belgique pendant la Révolution, envoyé au musée en 1804. | [ le 51 ]  |
|              | 65  | Triple étude de vieillard                                                                                  | Jacques Jordaens                                                      | papier collé sur toile                    | H. 49 cm ; l. 65 cm     | Musée des beaux-arts de Libourne                              | M I 1313                     | Légué au Louvre en 1869, déposé au musée en 1872. | [ le 52 ]  |
|              | 66  | Tête d'étude                                                                                               | Jacques Jordaens                                                      | bois                                      | H. 41 cm ; l. 29 cm     | Musée de la Chartreuse de Douai                               | 198                          | Provenance inconnue. | [ le 52 ]  |
|              | 67  | Le Martyre de sainte Apolline                                                                              | Jacques Jordaens                                                      | Huile, plume et encre sur papier, camaïeu | H. 64 cm ; l. 42 cm     | Musée du Petit Palais                                         | 947                          | Acquis en 1902 par la ville de Paris. | [ le 53 ]  |
|              | 68  | Mercure et Argus                                                                                           | Jacques Jordaens                                                      | toile                                     | H. 202 cm ; l. 240 cm   | Musée des beaux-arts de Lyon                                  | H 679                        | Acheté en 1843 par la ville de Lyon. | [ le 54 ]  |
|              | 69  | Piqueur et ses chiens                                                                                      | Jacques Jordaens                                                      | toile                                     | H. 79 cm ; l. 120 cm    | Musée des beaux-arts de Lille                                 | P 60                         | Acheté en 1891. | [ le 55 ]  |
|              | 70  | Télémaque conduisant Théoclymène devant sa mère Pénélope                                                   | Jacques Jordaens                                                      | toile                                     | H. 117 cm ; l. 225 cm   | Musée Granet                                                  | P 60                         | Légué au XIXe siècle. | [ le 56 ]  |
|              | 71  | La Pêche miraculeuse                                                                                       | Jacques Jordaens                                                      | toile                                     | H. 120 cm ; l. 198 cm   | Musée des beaux-arts de Marseille                             | BA 95                        | Saisie révolutionnaire, déposé au musée en 1802. | [ le 57 ]  |
|              | 72  | « Les jeunes piaillent comme chantent les vieux »                                                          | Jacques Jordaens                                                      | toile                                     | H. 154 cm ; l. 208 cm   | Musée des beaux-arts de Valenciennes                          | 1407                         | Collection de Louis XVI, déposé au musée en 1957. | [ le 58 ]  |
|              | 73  | L'enlèvement d'Europe                                                                                      | Jacques Jordaens                                                      | toile                                     | H. 172 cm ; l. 190 cm   | Musée des beaux-arts de Lille                                 | p. 76                        | Acquis par le musée en 1908. | [ le 59 ]  |
|              | 74  | Autoportrait                                                                                               | Jacques Jordaens                                                      | toile                                     | H. 100 cm ; l. 68 cm    | Musée des beaux-arts d'Angers                                 |                              | Confisqué sous la Révolution, déposé au musée en 1801. | [ le 60 ]  |
|              | 75  | Le sommeil d'Antiope                                                                                       | Jacques Jordaens                                                      | toile                                     | H. 130 cm ; l. 93 cm    | Musée des beaux-arts de Grenoble                              | 85                           | Acquis par la ville de Grenoble en 1852. | [ le 60 ]  |
|              | 76  | Apparition du Christ à sa mère                                                                             | Jacques Jordaens                                                      | toile                                     | H. 150 cm ; l. 100 cm   | Église de Saint-Pierre-Azif                                   |                              | Don de Jean-Pierre Le Chanteur en 1805. | [ le 61 ]  |
|              | 77  | Le Christ au Jardin des Oliviers                                                                           | Jacques Jordaens                                                      | toile                                     | H. 365 cm ; l. 355 cm   | Église Sainte-Catherine de Honfleur                           |                              | Don de Jean-Pierre Le Chanteur en 1800. | [ le 61 ]  |
|              | 78  | Le Calvaire                                                                                                | Jacques Jordaens                                                      | toile                                     | H. 479 cm ; l. 280 cm   | Cathédrale Saint-André de Bordeaux                            | 13 bis                       | Enlevé par les troupes françaises de l'église Saint-Gommaire de Lierre en 1794. Dépôt en 1819.                                                                       | [ le 61 ]  |
|              | 79  | Insectes                                                                                                   | Jan van Kessel                                                        | cuivre                                    | H. 17 cm ; l. 23 cm     | Musée des beaux-arts de Strasbourg                            | 1777                         | Acquis en 1949. | [ le 62 ]  |
|              | 80  | Allégorie de Madrid                                                                                        | Jan van Kessel                                                        | cuivre                                    | H. 18 cm ; l. 24 cm     | Musée des beaux-arts de Dijon                                 | J 100                        | Entrée au musée en 1927. | [ le 62 ]  |
|              | 81  | Allégorie de l'Air et de l'Eau                                                                             | Jan van Kessel                                                        | bois                                      | H. 20 cm ; l. 32 cm     | Musée des beaux-arts de Quimper                               | 873-1-731                    | Légué au musée en 1864. | [ le 63 ]  |
|              | 82  | Les Ennemis des serpents                                                                                   | Jan van Kessel                                                        | cuivre                                    | H. 13 cm ; l. 19 cm     | Musée Baron-Martin                                            | 293 Gr 59                    | Fonds du musée Baron Martin. | [ le 62 ]  |
|              | 83  | Mise au tombeau                                                                                            | Pieter van Lint                                                       | toile                                     | H. 167 cm ; l. 217 cm   | Musée de l'Assistance publique - Hôpitaux de Paris            |                              | Don à l'hôpital Necker en 1825, transfert à l'église de la Salpêtrière en 1929.                                                                                      | [ le 64 ]  |
|              | 84  | Les Vierges sages et les vierges folles                                                                    | Pieter van Lint                                                       | cuivre                                    | H. 18 cm ; l. 25 cm     | Musée Fabre                                                   | 825-1-45                     | Don en 1825. | [ le 65 ]  |
|              | 85  | Paysage d'hiver                                                                                            | Gysbrecht Lytens                                                      | bois                                      | H. 80 cm ; l. 23 cm     | Musée des beaux-arts de Nantes                                | 502                          | Légué en 1810. | [ le 65 ]  |
|              | 86  | Le Portement de croix                                                                                      | Adam Frans van der Meulen                                             | bois                                      | H. 23 cm ; l. 30 cm     | Musée des beaux-arts de Besançon                              | 861-7-1                      | Légué en 1861. | [ le 66 ]  |
|              | 87  | Paysage | Jan Baptist van Meuninexhoven                                         | toile                                     | H. 54 cm ; l. 222 cm    | Musée de Bergues                                              | INV 78                       | Provient de l'abbaye de Saint-Winoc. | [ le 66 ]  |
|              | 88  | Énée et Didon à la chasse                                                                                  | Jan Miel                                                              | toile                                     | H. 162 cm ; l. 220 cm   | Musée de Cambrai                                              | 508                          | Provenance inconnue, | [ le 67 ]  |
|              | 89  | Vue d'un port du Levant                                                                                    | Hendrick van Minderhout                                               | toile                                     | H. 150 cm ; l. 240 cm   | Musée de l'hôtel Sandelin                                     | 177 CM                       | Don de Louis Deschamps de Pas en 1874.. | [ le 68 ]  |
|              | 90  | Le Christ descendu de la croix                                                                             | Pieter van Mol                                                        | toile                                     | H. 213 cm ; l. 151 cm   | Musée des beaux-arts de Reims                                 | 795-1-77                     | Appartenait probablement à l'abbaye Saint-Rémi. | [ le 68 ]  |
|              | 91  | L'oiseleur                                                                                                 | Pieter van Mol                                                        | toile                                     | H. 118 cm ; l. 95 cm    | Musée des beaux-arts de Valence                               | MI 1280                      | Légué au Louvre à 1869, dépôt à Valence en 1872. | [ le 69 ]  |
|              | 92  | Déploration du Christ                                                                                      | Pieter van Mol                                                        | toile                                     | H. 163 cm ; l. 102 cm   | Musée des Ursulines de Mâcon                                  | A 1021                       | Acheté en 1973. | [ le 69 ]  |
|              | 93  | Saint Jacques de Compostelle                                                                               | Pieter van Mol                                                        | toile                                     | H. 190 cm ; l. 140 cm   | Église Saint-Joseph-des-Carmes                                |                              | Peint pour l'autel de la chapelle Saint-Jacques, Saint-Louis et Saint-Dominique, ôté à la Révolution et placé à l'église Saint-Joseph des Carmes en 1968.            | [ le 70 ]  |
|              | 94  | Vue des Alpes                                                                                              | Joos de Momper II, dit le Jeune                                       | toile                                     | H. 127 cm ; l. 249 cm   | Musée des beaux-arts de Lille                                 | P 163                        | Saisie révolutionnaire. | [ le 71 ]  |
|              | 95  | L'Hiver | Joos de Momper II, dit le Jeune                                       | toile                                     | H. 170 cm ; l. 267 cm   | Musée des beaux-arts et d'archéologie de Châlons-en-Champagne | 866-12-1                     | Appartenait à Cazotte. | [ le 71 ]  |
|              | 96  | Vue de Rome avec le château Saint-Ange                                                                     | Joos de Momper II, dit le Jeune                                       | bois                                      | H. 50 cm ; l. 94 cm     | Musée des beaux-arts et d'archéologie de Châlons-en-Champagne | 879-36-1                     | Don en 1879. | [ le 72 ]  |
|              | 97  | Paysage italien                                                                                            | Joos de Momper II, dit le Jeune                                       | bois                                      | H. 50 cm ; l. 94 cm     | Musée des beaux-arts et d'archéologie de Châlons-en-Champagne | 879-36-2                     | Don en 1879. | [ le 73 ]  |
|              | 98  | Paysage de la campagne romaine                                                                             | Joos de Momper II, dit le Jeune                                       | bois                                      | H. 50 cm ; l. 93 cm     | Musée des beaux-arts et d'archéologie de Châlons-en-Champagne | 879-36-3                     | Don en 1879. | [ le 73 ]  |
|              | 99  | Tempête près des côtes scandinaves                                                                         | Bonaventura Peeters                                                   | toile                                     | H. 56 cm ; l. 75 cm     | Château-musée de Dieppe                                       | 966-8-1 et MD 4105           | Acquis en 1966. | [ le 74 ]  |
|              | 100 | Portrait de femme en costume d'apparat (Élisabeth de France ?)                                             | Frans Pourbus le Jeune                                                | toile                                     | H. 176 cm ; l. 104 cm   | Musée des beaux-arts de Valenciennes                          | 46-1-48                      | Saisie révolutionnaire. | [ le 75 ]  |
|              | 101 | La Vierge de la famille de Vic                                                                             | Frans Pourbus le Jeune                                                | toile                                     | H. 363 cm ; l. 270 cm   | Église Saint-Nicolas-des-Champs                               |                              | Dans l'église depuis le XVIIe siècle. | [ le 76 ]  |
|              | 102 | Portrait allégorique de la reine Christine de Suède                                                        | Érasme II Quellin                                                     | bois                                      | H. 24 cm ; l. 19 cm     | Musée de la Chartreuse de Douai                               |                              | Acquis en 1976. | [ le 77 ]  |
|              | 103 | Jésus chez Marthe et Marie                                                                                 | Érasme II Quellin                                                     | toile                                     | H. 172 cm ; l. 243 cm   | Musée des beaux-arts de Valenciennes                          | 46.I-216                     | Acheté en 1882. | [ le 77 ]  |
|              | 104 | Le Portement de Croix                                                                                      | Érasme II Quellin                                                     | toile                                     | H. 365 cm ; l. 355 cm   | Église Sainte-Catherine de Honfleur                           |                              | Expédié par Jean-Pierre Le Chanteur en 1805. | [ le 78 ]  |
|              | 105 | Mercure frappe Aglaure de son caducée                                                                      | Jean-Érasme Quellin                                                   | toile                                     | H. 122 cm ; l. 102 cm   | Musée des beaux-arts de Marseille                             |                              | | [ le 79 ]  |
|              | 106 | Le Sacrifice de Salomon lors de la dédicace du temple                                                      | Jean-Érasme Quellin                                                   | toile                                     | H. 65 cm ; l. 62 cm     | Château d'Aulteribe                                           |                              | Légué en 1954. | [ le 80 ]  |
|              | 107 | Le Martyre des Quatre Couronnés                                                                            | Jean de Reyn                                                          | toile                                     | H. 280 cm ; l. 220 cm   | Église Saint-Éloi de Dunkerque                                |                              | Placé dans l'église au XVIIe siècle. | [ le 81 ]  |
|              | 108 | Le Fils aîné de Corneille                                                                                  | Jean de Reyn                                                          | toile                                     | H. 127 cm ; l. 94 cm    | Musée Lambinet                                                | 41                           | Donné à la ville de Versailles en 1883, transféré au musée en 1932.                                                                                                  | [ le 81 ]  |
|              | 109 | Sainte Hélène triomphante                                                                                  | Pierre Paul Rubens                                                    | toile                                     | H. 252 cm ; l. 89 cm    | Cathédrale Notre-Dame-du-Puy de Grasse                        |                              | | [ le 82 ]  |
|              | 110 | La Fuite d’Énée après l'incendie de Troie                                                                  | Pierre Paul Rubens                                                    | toile                                     | H. 146 cm ; l. 227 cm   | Musée national du château de Fontainebleau                    | INV 2007                     | | [ le 83 ]  |
|              | 111 | Portrait d'un dignitaire                                                                                   | Pierre Paul Rubens                                                    | bois                                      | H. 114 cm ; l. 85 cm    | Musée Granet                                                  | 860-1-170                    | Don à la ville d'Aix-en-Provence par Bourguignon de Fabregoules | [ le 84 ]  |
|              | 112 | Portrait de son épouse                                                                                     | Pierre Paul Rubens                                                    | bois                                      | H. 114 cm ; l. 85 cm    | Musée Granet                                                  | 860-1-171                    | Don à la ville d'Aix-en-Provence par Bourguignon de Fabregoules | [ le 84 ]  |
|              | 113 | La Visitation                                                                                              | Pierre Paul Rubens                                                    | bois                                      | H. 30 cm ; l. 26 cm     | Musée des beaux-arts de Strasbourg                            | 198                          | Acquis à Londres en 1890. | [ le 85 ]  |
|              | 114 | Alexandre Goubau et sa femme Anne Anthony devant la vierge                                                 | Pierre Paul Rubens                                                    | bois                                      | H. 124 cm ; l. 84 cm    | Musée des beaux-arts de Tours                                 | 198                          | Enlevé par les armées révolutionnaires en 1794 de la cathédrale d'Anvers, déposé au musée en 1803.                                                                   | [ le 86 ]  |
|              | 115 | Le Christ triomphant de la mort et du péché                                                                | Pierre Paul Rubens                                                    | bois                                      | H. 175 cm ; l. 153 cm   | Musée des beaux-arts de Strasbourg                            | 235                          | | [ le 87 ]  |
|              | 116 | Saint François d'Assise recevant les stigmates                                                             | Pierre Paul Rubens                                                    | toile                                     | H. 193 cm ; l. 146 cm   | Musée des beaux-arts d'Arras                                  |                              | Entré au musée dans des conditions inconnues. | [ le 88 ]  |
|              | 117 | Le Martyre de saint Georges                                                                                | Pierre Paul Rubens                                                    | bois                                      | H. 195 cm ; l. 159 cm   | Musée des beaux-arts de Bordeaux                              | 7078                         | Enlevé par les troupes françaises de l'église Saint-Gommaire de Lierre en 1794, déposé au musée en 1802.                                                             | [ le 88 ]  |
|              | 118 | Le Christ mis au tombeau                                                                                   | Pierre Paul Rubens                                                    | toile                                     | H. 398 cm ; l. 280 cm   | Église Saint-Géry de Cambrai                                  |                              | | [ le 89 ]  |
|              | 119 | La Chasse au tigre                                                                                         | Pierre Paul Rubens                                                    | toile                                     | H. 256 cm ; l. 324 cm   | Musée des beaux-arts de Rennes                                | 811.1.10                     | Ensemble décoratif de Schleissheim, expédié par le citoyen Neveu en 1800 au Louvre, puis déposé au musée en 1811.                                                    | [ le 90 ]  |
|              | 120 | Abraham et Melchisédech                                                                                    | Pierre Paul Rubens                                                    | toile                                     | H. 204 cm ; l. 250 cm   | Musée des beaux-arts de Caen                                  | 172                          | Prise de guerre de 1806, envoyé à Caen en 1811. | [ le 91 ]  |
|              | 121 | Le Martyre de sainte Catherine                                                                             | Pierre Paul Rubens                                                    | toile                                     | H. 390 cm ; l. 249 cm   | Musée des beaux-arts de Lille                                 | D65-8                        | Prise révolutionnaire dans l'église Sainte-Catherine de Lille. | [ le 92 ]  |
|              | 122 | La pêche miraculeuse                                                                                       | Pierre Paul Rubens. L’œuvre est à présent attribuée à Jacob Jordaens. | bois                                      | H. 75 cm ; l. 104 cm    | Musée des beaux-arts de Strasbourg                            | 618                          | Acquis en 1911. | [ le 92 ]  |
|              | 123 | L'Enlèvement de Proserpine                                                                                 | Pierre Paul Rubens                                                    | bois                                      | H. 38 cm ; l. 67 cm     | Musée du Petit Palais                                         | Dut. 954                     | Légué à la ville de Paris en 1902. | [ le 93 ]  |
|              | 124 | Adoration des bergers                                                                                      | Pierre Paul Rubens                                                    | toile                                     | H. 340 cm ; l. 248 cm   | Musée des beaux-arts de Rouen                                 | D.803.6                      | Enlevé par les troupes françaises de l'église des Capucins d'Aix-la-Chapelle en 1794, envoyée au musée en 1802.                                                      | [ le 93 ]  |
|              | 125 | Jonas jeté à la mer                                                                                        | Pierre Paul Rubens                                                    | bois                                      | H. 77 cm ; l. 77 cm     | Musée des beaux-arts de Nancy                                 | 106                          | Enlevé par les troupes françaises de l'église Notre-Dame-au-delà-de-la-Dyle à Malines en 1794, envoyée au musée en 1803.                                             | [ le 94 ]  |
|              | 126 | Le Christ marchant sur les eaux                                                                            | Pierre Paul Rubens                                                    | bois                                      | H. 77 cm ; l. 77 cm     | Musée des beaux-arts de Nancy                                 | 107                          | Enlevé par les troupes françaises de l'église Notre Dame au-delà de la Dyle à Malines en 1794, envoyée au musée en 1803.                                             | [ le 94 ]  |
|              | 127 | La Résurrection du Christ                                                                                  | Pierre Paul Rubens                                                    | bois                                      | H. 67 cm ; l. 102 cm    | Musée des beaux-arts de Marseille                             | BA 103                       | Enlevé par les troupes françaises de l'église de Saint Jean à Malines en 1794 ensemble avec l'adoration des bergers, envoyée au musée en 1803.                       | [ le 95 ]  |
|              | 128 | L'Adoration des Mages                                                                                      | Pierre Paul Rubens                                                    | toile                                     | H. 251 cm ; l. 328 cm   | Musée des beaux-arts de Lyon                                  | A 118                        | Pris en 1800 par le citoyen Neveu, envoyée au musée en 1805. | [ le 96 ]  |
|              | 129 | La Résurrection du Christ                                                                                  | Pierre Paul Rubens                                                    | bois                                      | H. 24 cm ; l. 19 cm     | Musée des beaux-arts de Dijon                                 | 1736                         | Don de Jules Maciet en 1904. | [ le 97 ]  |
|              | 130 | Martyre de sainte Lucie                                                                                    | Pierre Paul Rubens                                                    | bois                                      | H. 30 cm ; l. 46 cm     | Musée des beaux-arts de Quimper                               | 873-1-123                    | Légué en 1862. | [ le 98 ]  |
|              | 131 | Diane et ses nymphes s'apprêtant à partir à la chasse                                                      | Pierre Paul Rubens et Jan Brueghel l'Ancien                           | bois                                      | H. 57 cm ; l. 98 cm     | Musée de la chasse et de la nature                            | 68-3-1                       | Acquis en 1967. | [ le 99 ]  |
|              | 132 | Diane et ses nymphes observées par des satyres                                                             | Pierre Paul Rubens et Jan Brueghel l'Ancien                           | bois                                      | H. 61 cm ; l. 98 cm     | Musée de la chasse et de la nature                            | 68-3-2                       | Acquis en 1967. | [ le 100 ] |
|              | 133 | Scène religieuse allégorique                                                                               | Pierre Paul Rubens                                                    | bois                                      | H. 50 cm ; l. 67 cm     | Musée Fabre                                                   |                              | Légué en 1836. | [ le 100 ] |
|              | 134 | Le prophète Élie et l'ange dans le désert                                                                  | Pierre Paul Rubens                                                    | bois                                      | H. 72 cm ; l. 62 cm     | Musée Bonnat-Helleu                                           | 1062                         | | [ le 101 ] |
|              | 135 | Saint Sébastien et saint Georges                                                                           | Pierre Paul Rubens                                                    | bois                                      | H. 41 cm ; l. 30 cm     | Musée des beaux-arts de Caen                                  |                              | Collection Mancel | [ le 102 ] |
|              | 136 | Portrait de F. Marcelliano de Barea, capucin                                                               | Pierre Paul Rubens                                                    | bois                                      | H. 36 cm ; l. 47 cm     | Musée des beaux-arts de Nîmes                                 |                              | Entrée au musée après 1895. | [ le 103 ] |
|              | 137 | L'Entrée du Christ à Jérusalem                                                                             | Pierre Paul Rubens                                                    | bois                                      | H. 82 cm ; l. 79 cm     | Musée des beaux-arts de Dijon                                 |                              | Enlevé de la chapelle du Saint-Sacrement de l'église Saint-Rombaut de Malines. Entré au musée en 1803.                                                               | [ le 103 ] |
|              | 138 | Le Lavement des pieds                                                                                      | Pierre Paul Rubens                                                    | bois                                      | H. 82 cm ; l. 79 cm     | Musée des beaux-arts de Dijon                                 |                              | Enlevé de la chapelle du Saint-Sacrement de l'église Saint-Rombaut de Malines. Entré au musée en 1803.                                                               | [ le 103 ] |
|              | 139 | Thétis recevant de Vulcain des armes pour Achille                                                          | Pierre Paul Rubens                                                    | bois                                      | H. 108 cm ; l. 126 cm   | Musée des beaux-arts de Pau                                   | 887-5-1                      | Don en 1887. | [ le 104 ] |
|              | 140 | Achille vainqueur d'Hector                                                                                 | Pierre Paul Rubens                                                    | bois                                      | H. 108 cm ; l. 125 cm   | Musée des beaux-arts de Pau                                   | 887-5-2                      | Don en 1887. | [ le 105 ] |
|              | 141 | Le Triomphe de Judas Macchabée                                                                             | Pierre Paul Rubens                                                    | toile                                     | H. 310 cm ; l. 228 cm   | Musée des beaux-arts de Nantes                                |                              | Enlevé en 1794 par les troupes françaises de la cathédrale de Notre-Dame à Tournai, transféré au musée en 1802.                                                      | [ le 106 ] |
|              | 142 | Le Miracle de Saint Just                                                                                   | Pierre Paul Rubens                                                    | toile                                     | H. 191 cm ; l. 134 cm   | Musée des beaux-arts de Bordeaux                              | 6067                         | Donné en 1853 par Napoléon III au musée. | [ le 107 ] |
|              | 143 | Sainte Marie-Madeleine en extase                                                                           | Pierre Paul Rubens                                                    | toile                                     | H. 295 cm ; l. 220 cm   | Musée des beaux-arts de Lille                                 | P.64                         | Saisie révolutionnaire. Provenance : église des recollets à Gand | [ le 108 ] |
|              | 144 | Apollon et Daphné                                                                                          | Pierre Paul Rubens                                                    | esquisse sur bois                         | H. 28 cm ; l. 27 cm     | Musée Bonnat-Helleu                                           | 1065                         | Don de Mme Derecageix à la ville de Bayonne d'une partie des esquisses de la famille du duc de l'Infantado.                                                          | [ le 109 ] |
|              | 145 | Psyché et l'amour endormi                                                                                  | Pierre Paul Rubens                                                    | esquisse sur bois                         | H. 26 cm ; l. 25 cm     | Musée Bonnat-Helleu                                           | 1063                         | Don de Mme Derecageix à la ville de Bayonne d'une partie des esquisses de la famille du duc de l'Infantado.                                                          | [ le 110 ] |
|              | 146 | Diane et Endymion                                                                                          | Pierre Paul Rubens                                                    | esquisse sur bois                         | H. 26 cm ; l. 28 cm     | Musée Bonnat-Helleu                                           | 1064                         | Don de Mme Derecageix à la ville de Bayonne d'une partie des esquisses de la famille du duc de l'Infantado.                                                          | [ le 110 ] |
|              | 147 | Scylla et Glaucus                                                                                          | Pierre Paul Rubens                                                    | esquisse sur bois                         | H. 26 cm ; l. 32 cm     | Musée Bonnat-Helleu                                           | 1067                         | Don de Mme Derecageix à la ville de Bayonne d'une partie des esquisses de la famille du duc de l'Infantado.                                                          | [ le 111 ] |
|              | 148 | La découverte de la pourpre                                                                                | Pierre Paul Rubens                                                    | esquisse sur bois                         | H. 28 cm ; l. 34 cm     | Musée Bonnat-Helleu                                           | 1068                         | Don de Mme Derecageix à la ville de Bayonne d'une partie des esquisses de la famille du duc de l'Infantado.                                                          | [ le 111 ] |
|              | 149 | Jupiter et Lycaon                                                                                          | Pierre Paul Rubens                                                    | esquisse sur bois                         | H. 22 cm ; l. 17 cm     | Musée de Rochefort                                            |                              | Don de M. Fiocchi à la ville de Rochefort en 1859. | [ le 111 ] |
|              | 150 | Pan et Syrinx                                                                                              | Pierre Paul Rubens                                                    | esquisse sur bois                         | H. 27 cm ; l. 27 cm     | Musée Bonnat-Helleu                                           | 1066                         | Don de Mme Derecageix à la ville de Bayonne d'une partie des esquisses de la famille du duc de l'Infantado.                                                          | [ le 112 ] |
|              | 151 | Le Christ en croix entre les deux larrons                                                                  | Pierre Paul Rubens                                                    | bois                                      | H. 295 cm ; l. 90 cm    | Musée des Augustins de Toulouse                               | 458                          | Saisies révolutionnaires dans l'église des Capucins à Anvers en 1794 et envoyé au musée en 1805.                                                                     | [ le 112 ] |
|              | 152 | Paysage à l'arc-en-ciel ou Idylle pastorale                                                                | Pierre Paul Rubens et son atelier                                     | toile                                     | H. 122 cm ; l. 172 cm   | Musée des beaux-arts de Valenciennes                          | 1801                         | Collection de Louis XIV, déposé au musée de Valenciennes en 1957. | [ le 113 ] |
|              | 153 | Descente de croix                                                                                          | Pierre Paul Rubens ?                                                  | esquisse sur bois                         | H. 54 cm ; l. 40 cm     | Musée des beaux-arts de Lille                                 | P. 66                        | Achat en 1893. | [ le 114 ] |
|              | 154 | La Libéralité du Roi                                                                                       | Jan van den Hoecke d'après Rubens                                     | toile                                     | H. 284 cm ; l. 145 cm   | Musée des beaux-arts de Lille                                 | P. 86                        | Achat en 1860 à Bruxelles. | [ le 115 ] |
|              | 155 | L'adoration des mages                                                                                      | Jan Boeckhorst ? d'après Rubens                                       | cuivre                                    | H. 22 cm ; l. 31 cm     | Musée national des Thermes et de l'Hôtel de Cluny             | 15449                        | Legs Masset en 1903. | [ le 116 ] |
|              | 156 | Les miracles de saint François de Paule                                                                    | Dienpenbeck ? d'après Rubens                                          | cuivre                                    | H. 71 cm ; l. 56 cm     | Musée du Havre                                                |                              | Legs de Benoît-Benjamin Bonvoisin en 1862. | [ le 117 ] |
|              | 157 | Job raillé par sa femme                                                                                    | anonyme, s'inspirant de Rubens                                        | toile                                     | H. 180 cm ; l. 220 cm   | Cathédrale Notre-Dame de Saint-Omer                           |                              | Placé dans la chapelle de la confrérie de Saint-Job à Saint-Omer en 1635, vendu durant la Révolution, puis remis à la commune de Saint-Omer.                         | [ le 117 ] |
|              | 158 | Ustensiles rustiques dans une grange                                                                       | David III Ryckaert                                                    | bois                                      | H. 290 cm ; l. 52 cm    | Musée de Tessé                                                | MI 1334                      | Légué au Louvre par Louis La Caze en 1869, déposé au musée du Mans en 1872.                                                                                          | [ le 118 ] |
|              | 159 | La Toilette                                                                                                | Anthonie Sallaert                                                     | papier collé sur bois                     | H. 10 cm ; l. 14 cm     | Musée Bargoin                                                 | 2608 ; 894-404-I             | Légué en 1894. | [ le 118 ] |
|              | 160 | Chasse au cerf dans une forêt                                                                              | Roelandt Savery                                                       | toile                                     | H. 90 cm ; l. 79 cm     | Musée des beaux-arts de Grenoble                              | 780                          | Don de Léonce Mesnard en 1885. | [ le 119 ] |
|              | 161 | Le Massacre des innocents                                                                                  | Cornelis Schut                                                        | toile                                     | H. 310 cm ; l. 217 cm   | Église de la Sainte-Trinité de Caen                           |                              | Collection de Vincenzo Giustiniani. | [ le 120 ] |
|              | 162 | La Vierge à l'enfant avec sainte Anne, protectrice des bateliers naufragés                                 | Cornelis Schut                                                        | toile sur bois                            | H. 39 cm ; l. 29 cm     | Musée de la Chartreuse de Douai                               | 2911                         | Acquis en 1974. | [ le 121 ] |
|              | 163 | La Vierge aux anges ou L'Assomption                                                                        | Cornelis Schut                                                        | toile                                     | H. 157 cm ; l. 114 cm   | Musée des beaux-arts de Bordeaux                              |                              | Légué par Jean-René Tauzin en 1971. | [ le 121 ] |
|              | 164 | Roses dans un bocal                                                                                        | Daniel Seghers                                                        | bois                                      | H. 25 cm ; l. 45 cm     | Musée Granet                                                  | 880-1-15                     | Collection de Charles Ier d'Angleterre, légué en 1880. | [ le 122 ] |
|              | 165 | La Vierge et l'Enfant Jésus avec saint Léopold, Empereur d'Autriche, en orant dans une guirlande de fleurs | Daniel Seghers (fleurs) et Abraham van Diepenbeeck (médaillon)        | cuivre                                    | H. 116 cm ; l. 94 cm    | Musée Fabre                                                   | MR 1023, INV 1838, D 892.3.1 | Prises de guerre napoléoniennes en 1809. | [ le 123 ] |
|              | 166 | Saint Jérôme en prière                                                                                     | Gerard Seghers                                                        | toile                                     | H. 136 cm ; l. 192 cm   | Musée des beaux-arts de Lille                                 | P. 116                       | Saisie révolutionnaire. | [ le 124 ] |
|              | 167 | Les Adieux du Christ à sa mère                                                                             | Gerard Seghers                                                        | cuivre                                    | H. 101 cm ; l. 78 cm    | Musée des beaux-arts de Nîmes                                 | IP-425                       | Provenance inconnue. | [ le 124 ] |
|              | 168 | La Nativité ou Adoration des anges                                                                         | Gerard Seghers                                                        | toile                                     | H. 174 cm ; l. 133 cm   | Musée des beaux-arts de Bordeaux                              |                              | Envoyé au musée en 1805 par le Louvre. | [ le 125 ] |
|              | 169 | Le Christ après la flagellation                                                                            | Attribué à Gerard Seghers                                             | toile                                     | H. 113 cm ; l. 173 cm   | Musée des beaux-arts de Nancy                                 |                              | Fonds anciens du musée | [ le 126 ] |
|              | 170 | Paysage avec figures ou Les deux fillettes                                                                 | Jan Siberechts                                                        | toile                                     | H. 79 cm ; l. 112 cm    | Musée des beaux-arts de Bordeaux                              | 7075                         | Achat en 1860. | [ le 126 ] |
|              | 171 | Paysage boisé à la mare                                                                                    | Pieter Snayers                                                        | toile                                     | H. 68 cm ; l. 18 cm     | Musée des beaux-arts de Valenciennes                          | 46.I-42                      | Saisie révolutionnaire. | [ le 127 ] |
|              | 172 | La Poissonnerie                                                                                            | Frans Snyders                                                         | toile                                     | H. 225 cm ; l. 336 cm   | Musée des beaux-arts de Carpentras                            | MI 977                       | Legs de La Caze au Louvre en 1870, présent dans le Vaucluse au début du XXe siècle.                                                                                  | [ le 128 ] |
|              | 173 | Les Aigles et le loup mort                                                                                 | Frans Snyders                                                         | toile                                     | H. 164 cm ; l. 238 cm   | Château de Chambord                                           | 71-I-I                       | Acquis par le musée de la chasse et de la nature en 1970 et déposé à Chambord.                                                                                       | [ le 129 ] |
|              | 174 | Nature morte de fruits et de fleurs                                                                        | Isaak Soreau                                                          | bois                                      | H. 60 cm ; l. 102 cm    | Musée du Petit Palais                                         | Dut. 1167                    | Acquis en 1969. | [ le 130 ] |
|              | 175 | Intérieur d'église                                                                                         | Hendrik II van Steenwyck                                              | bois                                      | H. 91 cm ; l. 122 cm    | Musée de Cambrai                                              | 46                           | Acquis en 1881. | [ le 131 ] |
|              | 176 | « La prompte obéissance »                                                                                  | David II Teniers, dit le Jeune                                        | bois                                      | H. 17 cm ; l. 30 cm     | Musée Fabre                                                   |                              | Légué en 1889. | [ le 132 ] |
|              | 177 | Le Fumeur ou L'odorat                                                                                      | David II Teniers, dit le Jeune                                        | bois                                      | H. 17 cm ; l. 13 cm     | Musée des beaux-arts de Dijon                                 |                              | Saisie révolutionnaire en 1793, entrée au musée en 1799. | [ le 133 ] |
|              | 178 | La Tabagie                                                                                                 | David II Teniers, dit le Jeune                                        | bois                                      | H. 27 cm ; l. 34 cm     | Musée du Petit Palais                                         | Dut. 959                     | Legs Dutuit en 1902. | [ le 133 ] |
|              | 179 | Vanité | David II Teniers, dit le Jeune                                        | bois                                      | H. 50 cm ; l. 62 cm     | Musée des beaux-arts de Rouen                                 | 907.1.125                    | Legs Jules Hédou en 1907. | [ le 133 ] |
|              | 180 | Saint Jérôme dans le désert                                                                                | David II Teniers, dit le Jeune                                        | bois                                      | H. 33 cm ; l. 28 cm     | Musée de Picardie                                             | 3037                         | Legs du chanoine Dumont en 1921. | [ le 134 ] |
|              | 181 | Le Torrent                                                                                                 | David II Teniers, dit le Jeune                                        | toile                                     | H. 67 cm ; l. 87 cm     | Musée des beaux-arts de Nancy                                 | 900                          | Provenance inconnue. | [ le 134 ] |
|              | 182 | Intérieur d'un estaminet, maintenant La partie de carte dans une hôtellerie                                | David II Teniers, dit le Jeune                                        | bois                                      | H. 62 cm ; l. 87 cm     | Musée des beaux-arts de Grenoble                              | MR 1059, 1885                | Saisi révolutionnaire en 1795, déposé à Grenoble en 1937. | [ le 135 ] |
|              | 183 | Portraits dans un paysage                                                                                  | David II Teniers, dit le Jeune                                        | toile                                     | H. 82 cm ; l. 53 cm     | Musée Fabre                                                   | 864-2-3                      | Legs Bonnet-Mel en 1864. | [ le 135 ] |
|              | 184 | Sainte Marguerite triomphant du péché                                                                      | David II Teniers, dit le Jeune d'après Domenico Fetti                 | bois                                      | H. 22 cm ; l. 16 cm     | Musée des beaux-arts de Caen                                  | 73.3.1                       | Achat en 1977. | [ le 136 ] |
|              | 185 | Portrait d'un chanoine de Saint-Augustin                                                                   | David II Teniers, dit le Jeune d'après Leandro Bassano                | bois                                      | H. 16 cm ; l. 12 cm     | Musée Rolin                                                   |                              | Achat en 1977. | [ le 137 ] |
|              | 186 | Portrait de femme                                                                                          | David II Teniers, dit le Jeune d'après un maître vénitien de 1530     | bois                                      | H. 23 cm ; l. 16 cm     | Musée de Dunkerque                                            |                              | Achat en 1977. | [ le 137 ] |
|              | 187 | Paysage flamand                                                                                            | David II Teniers, dit le Jeune                                        | toile                                     | H. 77 cm ; l. 110 cm    | Musée Fabre                                                   | 836-4-61                     | Don Valedeau en 1836. | [ le 137 ] |
|              | 188 | Guirlande de fleurs                                                                                        | Jan-Filip Thielen                                                     | toile                                     | H. 32 cm ; l. 109 cm    | Musée des beaux-arts de Bordeaux                              | 6959                         | Legs Auguste Poirson au musée en 1900. | [ le 138 ] |
|              | 189 | Danse paysanne                                                                                             | Jan Thomas van Yperen                                                 | bois                                      | H. 53 cm ; l. 94 cm     | Musée des beaux-arts de Caen                                  | 720                          | Legs en 1892. | [ le 139 ] |
|              | 190 | Le Martyre de sainte Barbe                                                                                 | Theodoor van Thulden                                                  | toile                                     | H. 183 cm ; l. 130 cm   | Musée des beaux-arts de Dijon                                 |                              | Saisie révolutionnaire, envoyé au musée en 1805. | [ le 140 ] |
|              | 191 | Deux religieux à genoux devant un souverain                                                                | Theodoor van Thulden                                                  | toile                                     | H. 73 cm ; l. 59 cm     | Musée des beaux-arts de Quimper                               | 873.1.238                    | Légué en 1864. | [ le 141 ] |
|              | 192 | La Pentecôte                                                                                               | Theodoor van Thulden                                                  | toile                                     | H. 295 cm ; l. 195 cm   | Église Notre-Dame de la Couture                               |                              | Saisie révolutionnaire dans l'église du couvent des Mathurins de Paris, envoyée au musée des beaux-arts du Mans puis déposée dans l'église Notre-Dame de la Couture. | [ le 142 ] |
|              | 193 | Scène pastorale (Granida et Daifilo?)                                                                      | Theodoor van Thulden                                                  | toile                                     | H. 170 cm ; l. 236 cm   | Musée des beaux-arts de Valenciennes                          | 1211                         | Déposé au musée en 1957. | [ le 143 ] |
|              | 194 | Concert | Theodoor van Thulden                                                  | toile                                     | H. 200 cm ; l. 225 cm   | Musée des arts décoratifs de Paris                            | 998                          | Don Jules Maciet en 1883. | [ le 144 ] |
|              | 195 | Vierge à l'Enfant et couple d'Orants                                                                       | Pieter Thys                                                           | toile                                     | H. 134 cm ; l. 193 cm   | Église d'Arc-et-Senans                                        |                              | Don à l'église vers 1852 par M. de Grimaldi. | [ le 145 ] |
|              | 196 | L'Odorat                                                                                                   | Gillis van Tilborch                                                   | bois                                      | H. 21 cm ; l. 18 cm     | Musée des beaux-arts de Dijon                                 | 94                           | Collection Jehannin de Chamblanc. | [ le 146 ] |
|              | 197 | Réunion villageoise                                                                                        | Gillis van Tilborch                                                   | toile                                     | H. 132 cm ; l. 205 cm   | Musée des beaux-arts de Lille                                 | P. 130                       | Acquis en 1842. | [ le 146 ] |
|              | 198 | Études d'oiseaux                                                                                           | Adriaen van Utrecht                                                   | toile                                     | H. 62 cm ; l. 74 cm     | Musée des beaux-arts de Lille                                 | P. 1027                      | Achat en 1866. | [ le 147 ] |
|              | 199 | Jésus donnant les clefs à saint Pierre, au revers Figure de saint Pierre                                   | Otto Venius                                                           | bois                                      | H. 240 cm ; l. 89 cm    | Musée des beaux-arts de Bordeaux                              | 6038                         | | [ le 148 ] |
|              | 200 | Le Christ devant Ponce Pilate                                                                              | Otto Venius                                                           | huile sur papier                          | H. 15,3 cm ; l. 20,5 cm | Musée de la Chartreuse de Douai                               | 2870                         | Achat dans une vente publique. | [ le 149 ] |
|              | 201 | Le Christ sur la route d'Emmaüs                                                                            | Otto Venius                                                           | huile sur papier                          | H. 16,5 cm ; l. 23 cm   | Musée de la Chartreuse de Douai                               | 2867                         | Achat dans une vente publique. | [ le 150 ] |
|              | 202 | Le Christ descendant aux limbes                                                                            | Otto Venius                                                           | huile sur papier                          | H. 16,8 cm ; l. 23 cm   | Musée de la Chartreuse de Douai                               | 2868                         | Achat dans une vente publique. | [ le 151 ] |
|              | 203 | Cortège de Saintes : Allégorie religieuse                                                                  | Otto Venius                                                           | huile sur papier                          | H. 14,8 cm ; l. 19,9 cm | Musée des beaux-arts de Lille                                 | P .1935                      | Achat dans une vente publique. | [ le 151 ] |
|              | 204 | Sainte Marguerite et Sainte Ursule                                                                         | Otto Venius                                                           | huile sur papier                          | H. 14,2 cm ; l. 17 cm   | Musée des beaux-arts de Lille                                 | P. 1936                      | Achat dans une vente publique. | [ le 152 ] |
|              | 205 | Le châtiment de Niobé                                                                                      | Tobias Verhaecht                                                      | bois                                      | H. 74 cm ; l. 95 cm     | Musée des beaux-arts de Valenciennes                          | 46-1-59                      | Saisie révolutionnaire. | [ le 152 ] |
|              | 206 | Moïse sauvé des eaux                                                                                       | David Vinckboons                                                      | bois                                      | H. 34 cm ; l. 45 cm     | Musée des beaux-arts de Strasbourg                            | 1654                         | Acquis en 1941. | [ le 153 ] |
|              | 207 | Miracle de saint Théodule                                                                                  | Van der Vinnen                                                        | toile                                     | H. 160 cm ; l. 80 cm    | Cathédrale Saint-Jean de Besançon                             |                              | | [ le 154 ] |
|              | 208 | Scène galante ou Les Passions                                                                              | Cornelis de Vos                                                       | toile                                     | H. 137 cm ; l. 183 cm   | Musée de Picardie                                             |                              | Acquis par le musée en 1843. | [ le 155 ] |
|              | 209 | Portraits de la famille Van der Aa                                                                         | Cornelis de Vos                                                       | bois                                      | H. 172 cm ; l. 72 cm    | Musée des beaux-arts de Nantes                                |                              | Prise à la cathédrale d'Anvers lors de la Révolution en 1794, envoyé au musée en 1804.                                                                               | [ le 156 ] |
|              | 210 | Cheval dévoré par des loups                                                                                | Paul de Vos                                                           | toile                                     | H. 168 cm ; l. 253 cm   | Mobilier national                                             | GMTB 426                     | Acquis en 1974. | [ le 157 ] |
|              | 211 | Les phoques                                                                                                | Paul de Vos                                                           | toile                                     | H. 80 cm ; l. 146 cm    | Musée des beaux-arts de Besançon                              | 896-1-107                    | Collection de Jean Gigoux. | [ le 158 ] |
|              | 212 | Chasse au renard                                                                                           | Attribué à Paul de Vos                                                | huile sur papier                          | H. 21 cm ; l. 29 cm     | Musée de la chasse et de la nature                            | F6-232 et 233                | Dépôt de la manufacture de Sèvres en 1967. | [ le 158 ] |
|              | 213 | Hommage à Vénus                                                                                            | Simon de Vos                                                          | cuivre                                    | H. 36 cm ; l. 61,5 cm   | Musée Jeanne-d'Aboville                                       | 235                          | Legs de la comtesse Gabrielle d'Héricourt de Valincourt. | [ le 159 ] |
|              | 214 | Le Christ comparaissant devant Caïphe                                                                      | Simon de Vos                                                          | cuivre                                    | H. 55 cm ; l. 72 cm     | Musée des beaux-arts de Lille                                 | P. 1056                      | Legs en 1887. | [ le 160 ] |
|              | 215 | Scène de banquet dans un riche intérieur                                                                   | Paulus Vredeman de Vries                                              | bois                                      | H. 57 cm ; l. 80 cm     | Musée des arts décoratifs de Paris                            | 17479                        | Don Jules Maciet en 1910. | [ le 161 ] |
|              | 216 | Le Martyre de saint Jacques                                                                                | Thomas Willeboirts Bosschaert                                         | toile                                     | H. 393 cm ; l. 305 cm   | Musée des Augustins de Toulouse                               | 445                          | Saisie révolutionnaire, envoyé au musée en 1812. | [ le 162 ] |
|              | 217 | Persée et Andromède                                                                                        | Frans Wouters                                                         | bois                                      | H. 38 cm ; l. 27 cm     | Musée des beaux-arts de Nancy                                 | 118                          | Confisqué en 1793. | [ le 163 ] |
|              | 218 | Encadrement floral avec Couronne d'épines                                                                  | Frans Ykens                                                           | cuivre                                    | H. 85 cm ; l. 118 cm    | Musée Mandet                                                  |                              | Acquis en 1885. | [ le 163 ] |
|              | 219 | Homme au luth                                                                                              | École flamande (vers 1615-1620)                                       | toile                                     | H. 113 cm ; l. 85 cm    | Musée des beaux-arts de Troyes                                | 892-5-1                      | Don en 1892. | [ le 164 ] |
|              | 220 | Portrait d'une femme morte                                                                                 | École flamande (1621)                                                 | toile                                     | H. 82 cm ; l. 100 cm    | Musée des beaux-arts de Rouen                                 | 36-6                         | Acquis en 1936. | [ le 164 ] |
|              | 221 | Dieu-Fleuve                                                                                                | École flamande (milieu du XVIIe siècle)                               | toile                                     | H. 130 cm ; l. 110 cm   | Château-Musée de Dieppe                                       | MD4861, 974.2.1              | Achat en 1974. | [ le 165 ] |
|              | 222 | Lactation de saint Bernard                                                                                 | École flamande (milieu du XVIIe siècle)                               | bois                                      | H. 83 cm ; l. 72 cm     | Musée Garinet                                                 |                              | Collection Jules Garinet. | [ le 166 ] |
|              | 223 | La Délivrance de saint-Pierre                                                                              | École flamande (milieu du XVIIe siècle)                               | toile                                     | H. 280 cm ; l. 206 cm   | Église Notre-Dame de Bonne-Nouvelle                           |                              | Provenance inconnue. | [ le 167 ] |
|              | 224 | Cerf entrant dans une salle à manger                                                                       | École flamande (milieu du 17e siècle)                                 | toile                                     | H. 218 cm ; l. 389 cm   | Musée de la chasse et de la nature                            | 63.160.1                     | Acquis en 1963. | [ le 167 ] |
|              | 225 | Le repos de la chasse                                                                                      | École flamande (milieu du XVIIe siècle)                               | bois                                      | H. 47 cm ; l. 70 cm     | Musée des beaux-arts de Nîmes                                 |                              | | [ le 168 ] |